# NGC 5887
NGC 5887 est une vaste galaxie lenticulaire relativement éloignée et située dans la constellation du  Serpent. Sa vitesse par rapport au fond diffus cosmologique est de 8 957 ± 13 km/s, ce qui correspond à une distance de Hubble de 132,1 ± 9,3 Mpc (∼431 millions d'al). NGC 5887 a été découverte par l'astronome français Édouard Stephan en 1880.